# Anton Konstantinowitsch Sabolotny
Anton Konstantinowitsch Sabolotny (russisch Антон Константинович Заболотный; * 13. Juni 1991 in Aizpute, Sowjetunion, heute Lettland) ist ein russischer Fußballspieler.

## Karriere

### Verein
Sabolotny begann seine Karriere bei ZSKA Moskau. Im November 2009 stand er gegen Rubin Kasan erstmals im Profikader von ZSKA. Im August 2010 wurde er an den Zweitligisten Wolgar-Gasprom Astrachan verliehen. Sein Debüt in der Perwenstwo FNL gab er im selben Monat gegen Wolga Nischni Nowgorod. In jenem Spiel, das Astrachan mit 1:0 gewann, erzielte Sabolotny auch prompt sein erstes Tor als Profi. Bis zum Ende der Leihe kam er zu 16 Zweitligaeinsätzen, in denen er sechs Tore erzielte.
Zur Saison 2011/12 wurde er innerhalb der zweiten Liga an Ural Jekaterinburg weiterverliehen. Für Ural kam er zu 21 Einsätzen in der zweithöchsten Spielklasse, in denen er sechs Tore erzielte. Die Leihe wurde im Januar 2012 beendet, woraufhin Sabolotny sich bis zum Ende der Saison leihweise Dynamo Brjansk anschloss. Für Brjansk kam er bis zum Ende der Saison 2011/12 zu 13 Zweitligaeinsätzen und erzielte dabei zwei Tore. Zur Saison 2012/13 kehrte er wieder zu ZSKA zurück. Dort spielte er allerdings keine Rolle und stand nicht ein Mal mehr im Kader.
Daraufhin verließ er die Moskauer im Februar 2013 endgültig und wechselte zum Zweitligisten FK Ufa. In eineinhalb Spielzeiten in Ufa kam er zu 30 Zweitligaeinsätzen, in denen er vier Mal traf. Mit dem Verein stieg er 2014 in die Premjer-Liga auf. Nach dem Aufstieg wechselte Sabolotny im September 2014 zum Drittligisten FK Fakel Woronesch. Für Woronesch erzielte er in der Saison 2014/15 in 19 Partien in der Perwenstwo PFL zehn Tore und stieg mit dem Verein in die Perwenstwo FNL auf. Nach 18 Zweitligaeinsätzen für Fakel wurde er im Januar 2016 an den Ligakonkurrenten FK Tosno verliehen. In Tosno kam er bis zum Ende der Leihe zu zehn Einsätzen, in denen er vier Tore machte. Zur Saison 2016/17 wurde der Stürmer von Tosno fest verpflichtet. In der Spielzeit 2017/18 erzielte Sabolotny in 32 Zweitligaspiele 16 Tore und war somit der drittbeste Torschütze der Liga, zudem stieg er mit seinem Verein zu Saisonende in die höchste Spielklasse auf.
Nach dem Aufstieg debütierte er im Juli 2017 gegen Ufa in der Premjer-Liga. Nach 19 Erstligaeinsätzen für Tosno wechselte er im Januar 2018 zum Ligakonkurrenten Zenit St. Petersburg. Für Zenit absolvierte er bis zum Ende der Spielzeit 2017/18 zehn Spiele in der Premjer-Liga, in denen er einmal traf. In der Saison 2018/19 fungierte er fast nur noch als Einwechselspieler, er kam zu 16 Ligaeinsätzen, davon wurde er in 15 eingewechselt. Zu Beginn der Saison 2019/20 kam er gar nur noch für die Zweitmannschaft Zenits in der dritten Liga zum Einsatz. Daraufhin schloss er sich im August 2019 dem Ligakonkurrenten FK Sotschi an. Für Sotschi absolvierte er in seiner ersten Saison 21 Erstligaspiele. In der Saison 2020/21 kam der Angreifer zu 27 Einsätzen, in denen er neunmal traf.
Zur Saison 2021/22 kehrte Sabolotny zu ZSKA zurück. Für ZSKA absolvierte er in drei Jahren 77 Partien im Oberhaus, in denen er 17 Mal traf. Zur Saison 2024/25 schloss er sich dem Ligakonkurrenten FK Chimki an.

### Nationalmannschaft
Sabolotny spielte 2009 für die russische U-19-Auswahl. Zwischen Februar 2011 und Januar 2012 kam er zu fünf Einsätzen in der U-21-Mannschaft. Im Oktober 2017 debütierte er für die A-Nationalmannschaft, als er in einem Testspiel gegen Südkorea in der 80. Minute für Fjodor Smolow eingewechselt wurde.
Zur Fußball-Europameisterschaft 2021 wurde er in den Kader Russlands berufen, kam aber mit diesem nicht über die Gruppenphase hinaus.